# Nestor Hinderyckx
Nestor Hinderyckx (3 maart 1923 – oktober 2008) was een Belgische atleet, die gespecialiseerd was in het speerwerpen. Hij veroverde één Belgische titel.

## Biografie
Hinderyckx behaalde in 1945 de Belgische titel in het speerwerpen. Hij was aangesloten bij Cercle Brugge.

## Belgische kampioenschappen
| Onderdeel   | Jaar |
| ----------- | ---- |
| speerwerpen | 1945 |

## Palmares

### speerwerpen
- 1945:  BK AC – 53,54 m
- 1951:  BK AC – 52,35 m